# Bupleurum euboeum
Bupleurum euboeum là một loài thực vật có hoa trong họ Hoa tán. Loài này được Beauverd & Topali mô tả khoa học đầu tiên năm 1937.